# Haus Schulenburg

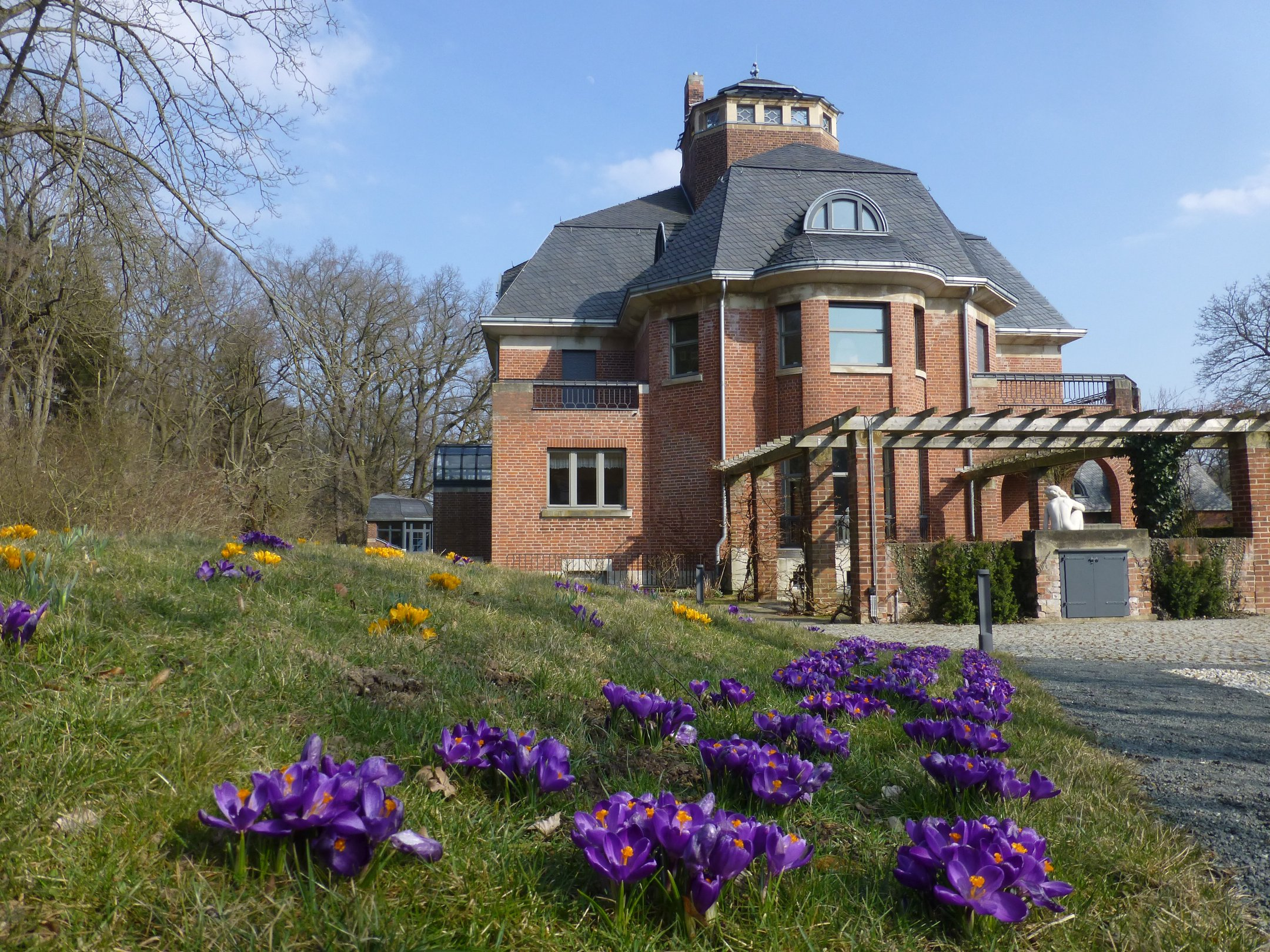
Haus Schulenburg von der westlichen Gartenseite

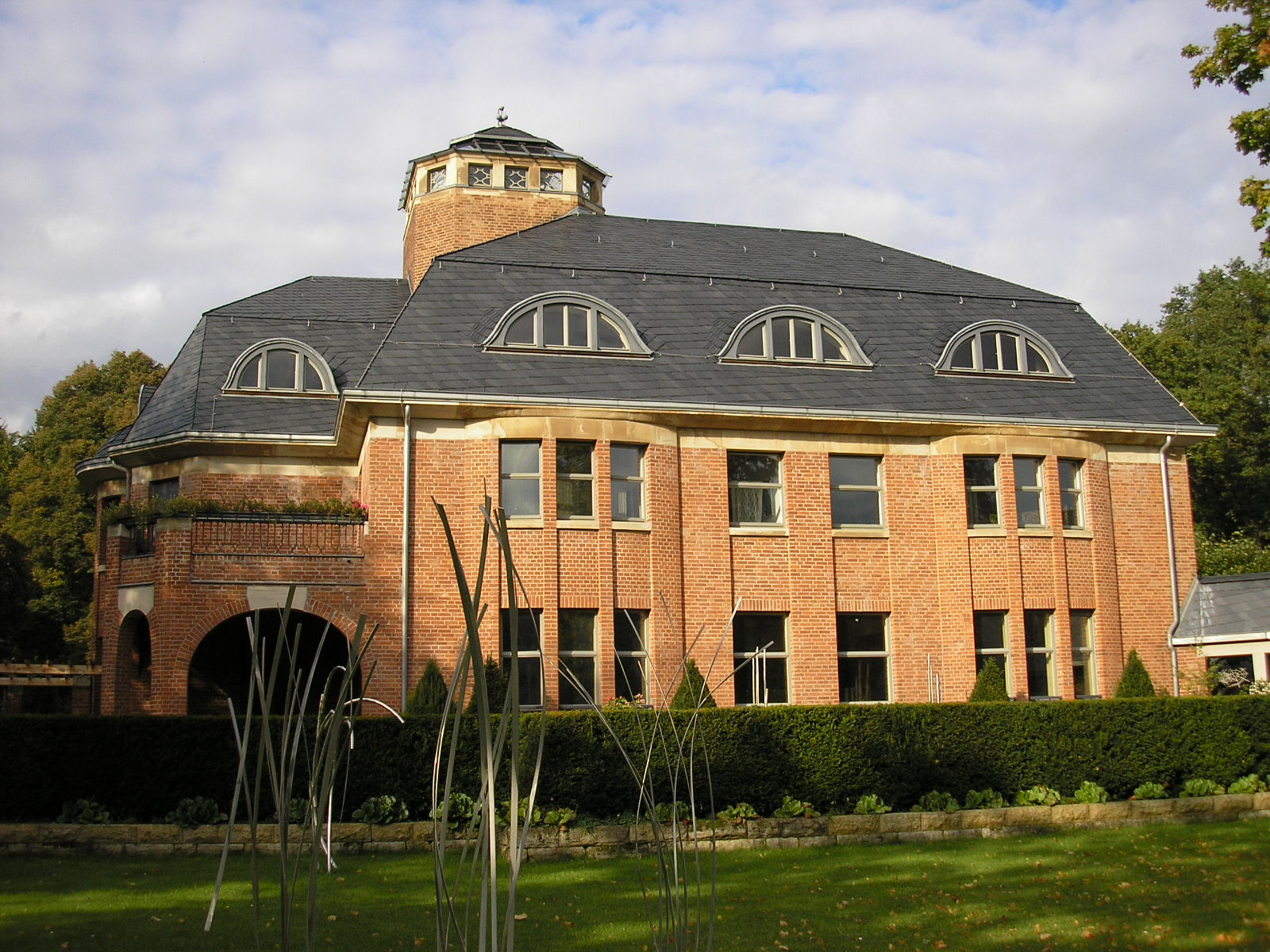
Straßenseitige Ansicht

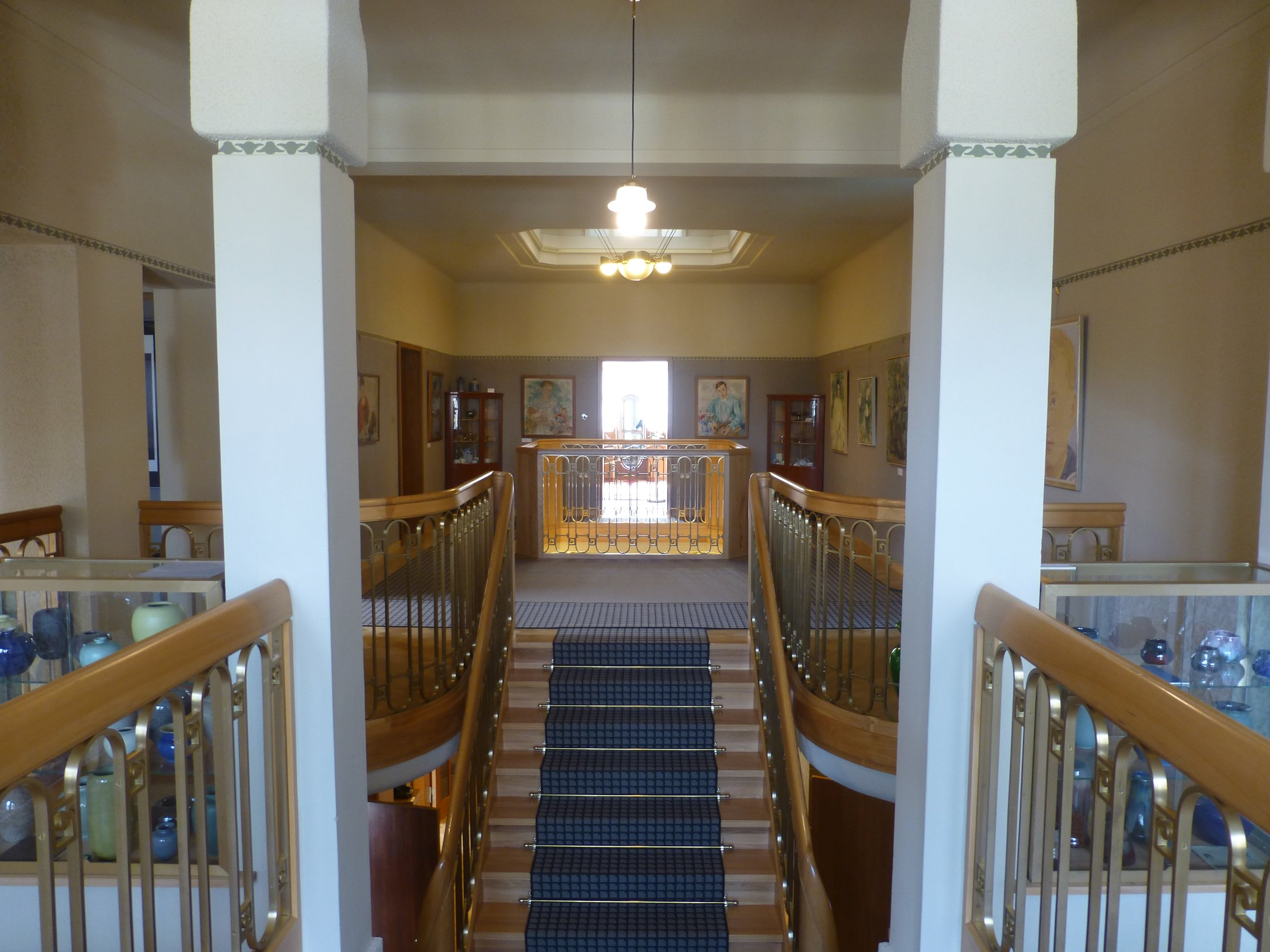
Blickachse im 1. Obergeschoss des Hauses Schulenburg

Das Haus Schulenburg ist eine von Henry van de Velde erbaute großbürgerliche Villa in Gera, Straße des Friedens 120, die unter Denkmalschutz steht.

## Geschichte
Die Villa wurde von 1913 bis 1915 als Wohnhaus für die Familie des Geraer Textilfabrikanten Paul Schulenburg errichtet. Van de Velde war auch für die Inneneinrichtung sowie für die Gartengestaltung zuständig. In den Jahren 1919 und 1920 wurde der Garten nach Plänen Van de Veldes erweitert.
Bereits vor dem Tod von Paul Schulenburg im Jahr 1937 wurde die Villa durch die beiden ältesten Söhne Schulenburgs massiv umgebaut, um getrennte Wohnebenen für ihre beiden Familien zu schaffen. Die zugehörige Parkanlage wurde veräußert und in mehrere Grundstücke aufgeteilt, sodass heute nur noch ein kleiner Teil der früheren Gartenanlage erhalten ist. Dort befindet sich das Original der Statue Kauerndes Mädchen von Richard Engelmann, von der eine Kopie im Innenhof der Albert-Ludwigs-Universität Freiburg existiert.
Nach der Enteignung der Villa 1946 wurde sie ab 1947 von der Stadt Gera zur Medizinischen Fachschule Dr. Salvador Allende umgebaut. Neben der Errichtung eines dreigeschossigen Wohnblocks als Schwesternwohnheim auf dem westlich gelegenen Gartenareal wurden mit der Einrichtung von Unterrichtsräumen und Sanitäranlagen im Villengebäude weitere tiefgreifende Veränderungen in der Raumstruktur vorgenommen. Die mobile Innenausstattung ging weitgehend verloren.
Mit der Wende 1990 zog die Medizinische Fachschule aus und die Stadt Gera verwaltete das ab 1982 unter Denkmalschutz gestellte Gesamt-Grundstück. Die Suche nach einem Investor blieb lange erfolglos.
Erst Ende 1996 ging das Haus Schulenburg in Privatbesitz über. Die Eigentümer veranlassten seit 1997 eine umfassende Sanierung und Restaurierung des Haupthauses, der Nebengebäude, des Torhauses und der Gartenanlage. Heute wird das denkmalgeschützte Ensemble als Henry-van-de-Velde-Museum genutzt und ist Sitz der Europäischen Van-de-Velde-Gesellschaft. Das historische Ambiente ist außerdem Ort für Trauungen, Konzerte und Lesungen und beherbergt eine Kleinkunstbühne. Der neu gestaltete Villengarten war Begleitprojekt der Bundesgartenschau 2007 und wurde nach Abriss des Schwesternwohnheims 2013/2014 um einen Skulpturenpark erweitert.
Weitgehend ausgestattet mit originalen Möbeln und dem Interieur aus der Entstehungszeit, beherbergt das Museum heute die europaweit größte Sammlung von Buchgestaltungen van de Veldes sowie Entwurfszeichnungen und Veröffentlichungen des Künstlers. Eine Sammlung von Keramik und Möbeln aus dem künstlerischen Umfeld von van de Velde ergänzen die Sammlung. Für die erfolgreich abgeschlossene, originalgetreue Sanierung erhielten die Eigentümer 2012 den Thüringer Denkmalschutzpreis. und 2019 den Deutschen Preis für Denkmalschutz. Im Jahr 2024 wurden das Haus Schulenburg und der Eigentümer mit dem Europa-Nostra-Preis, der höchsten europäischen Auszeichnung im Denkmalschutz in der Kategorie „Konservierung und adaptive Wiederverwendung“ ausgezeichnet. Zu Beginn des Jahres 2025 wurde das Haus Schulenburg zum touristischen Markenbotschafter Thüringens ernannt.

## Auszeichnungen
- 2012: Thüringer Denkmalschutzpreis
- 2019: Deutscher Preis für Denkmalschutz
- 2024: Europa-Nostra-Preis[4]